# Овсяница сизая
Овсяница сизая (лат. Festuca glauca) — вид цветкового растения семейства Злаки (Poaceae). Широко культивируемое вечнозеленое или полувечнозеленое травянистое многолетнее растение.

## Таксономия
Первоначально вид описан французским натуралистом Домиником Вилларом; его научное название glauca происходит от латинского прилагательного glaucus «бледно-серо-голубой». В числе обиходных названий — голубая овсяница, голубая горная трава и серая овсяница.

## Описание
F. glauca — декоративная трава, образующая кочки, известная своей тонкой текстурой и серо-сизой листвой. Листва образует куполообразный, похожий на дикобраза пучок прямостоячих или изогнутых, игольчатых 9-реберных листовых пластинок, расходящихся вверх и наружу на длину 140—180 мм.
Цветки светло-зелёные с пурпурным оттенком, появляются в верхушечных метёлках на верхушках стеблей, возвышающихся над листвой в конце весны—начале лета, но соцветия не очень эффектны. Цветы сменяются пухлыми, похожими на пшеницу семенными головками.

## Выращивание

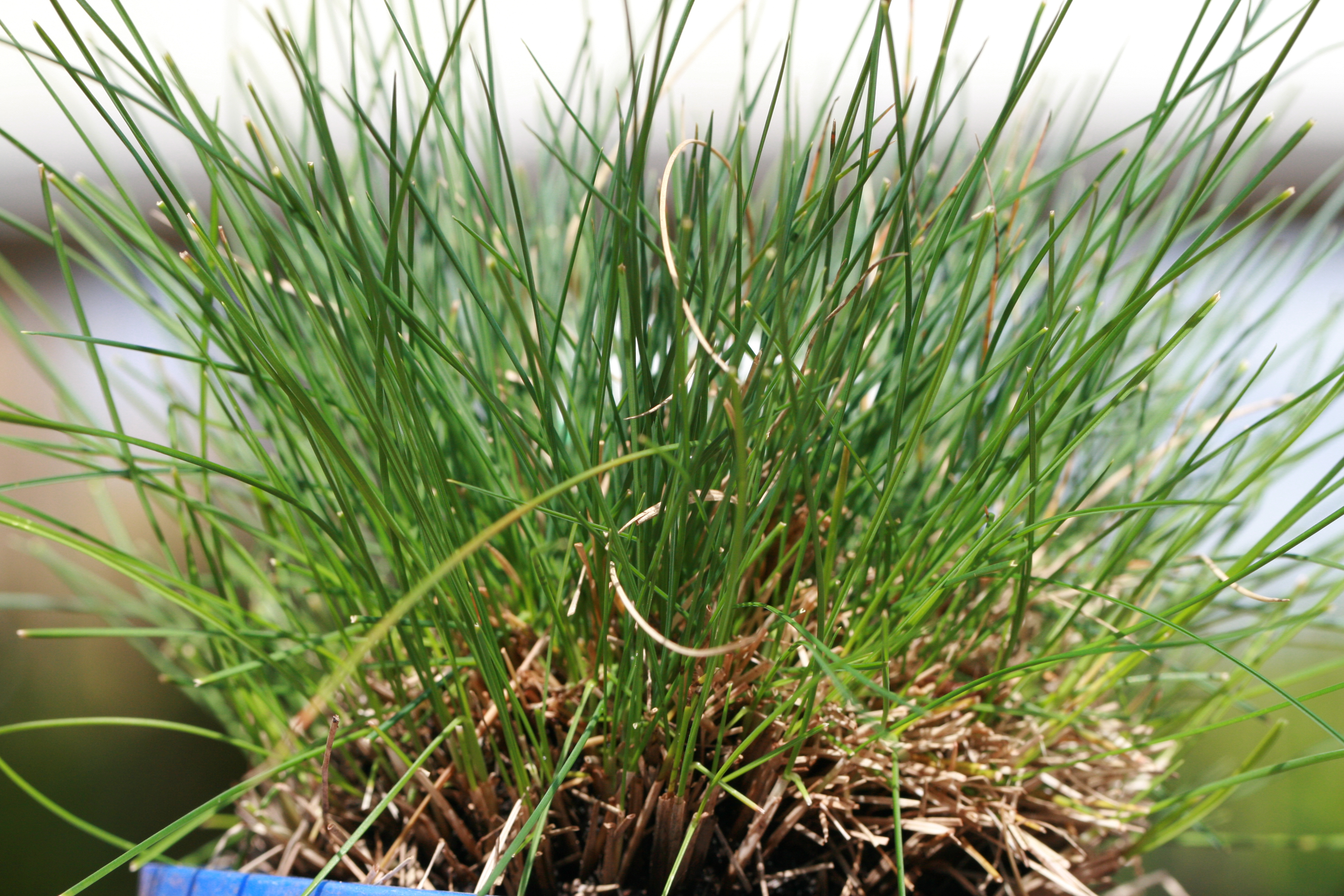
F. glauca в продаже в питомнике

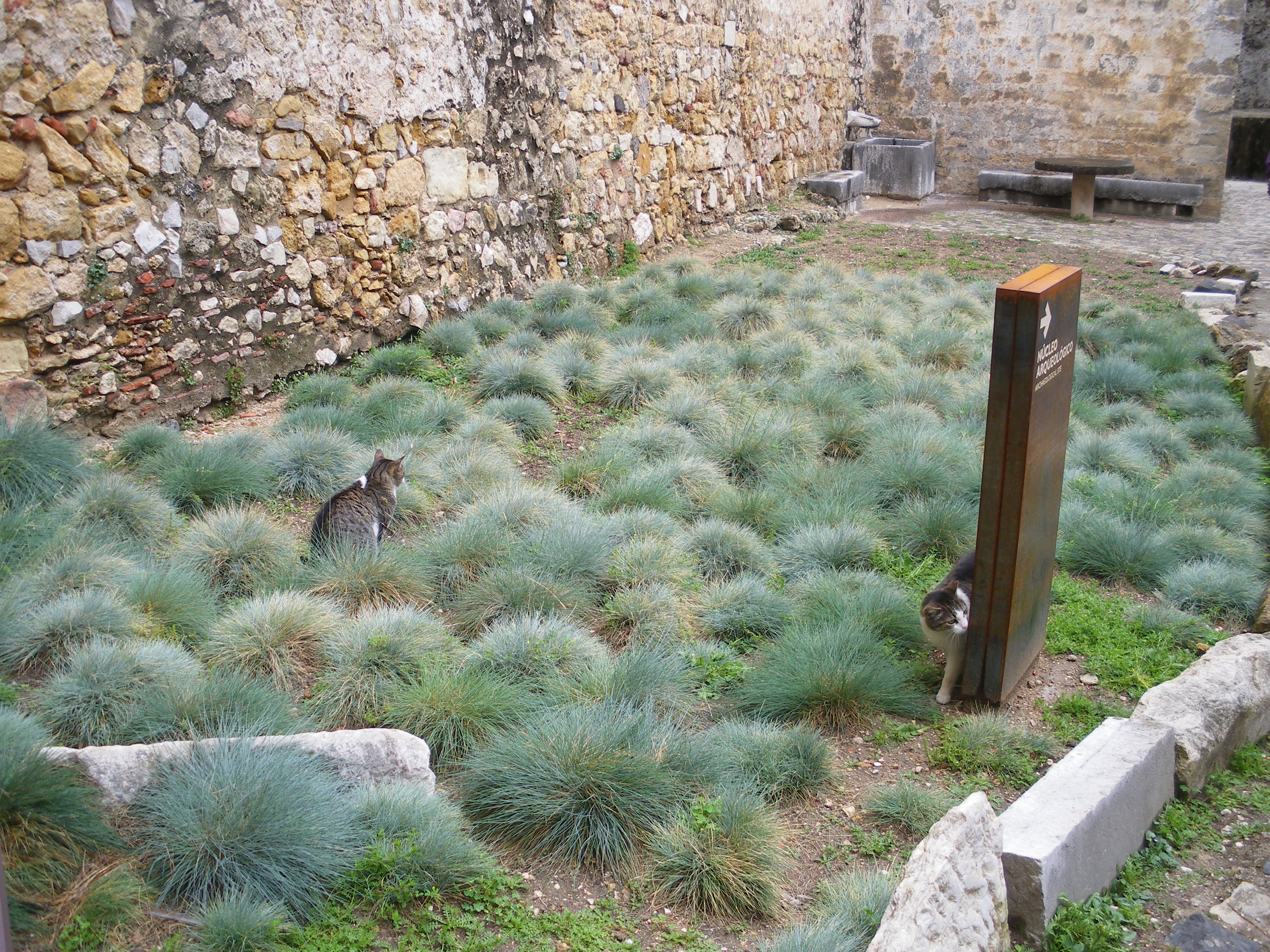

Холодорастущий злак (холодорастущие злаки начинают расти только с понижением температуры после жаркого лета или сразу после таяния снега).
В культуре F. glauca может достигать высоты 14—18 см. Соцветия обычно доводят общую высоту куртины до 20—25 см. Лучше всего растет в хорошо дренированной почве; на влажной почве растения не будут хорошо расти. Хорошо переносит сухие и малопитательные почвы.
Для лучшей окраски листвы необходимо солнечное место. Овсяница также будет расти в слегка затененном месте. Переносит засуху, недостаток ухода и питательных веществ, но предпочитает регулярный полив. Если на растении много усохших листьев, подрежьте его на высоте 40 мм от уровня земли. Это нужно делать зимой. При необходимости поднимите и разделите кочки (это также нужно делать зимой).
Растения требуют частого деления, так как почки, как правило, отмирают в центре, и их необходимо делить, пересаживать или заменять каждые 2—3 года. Деление разросшихся кочек в конце сезона — самый простой способ размножения, хотя растения можно выращивать и из семян.
Объём листвы может значительно уменьшиться в очень жаркое и влажное лето. При использовании в качестве почвопокровного растения часто образуются сорняки, и их необходимо удалять вручную.